# Гаго, Дженни
Дже́нни Га́го (исп. Jenny Gago; 11 сентября 1953, Перу) — американская актриса

 и певица.

## Биография и карьера
Дженни Гаго родилась 11 сентября 1953 года в Перу, но позже эмигрировала в США, где окончила Калифорнийский университет в Лос-Анджелесе, получив степень бакалавра в области театра. Затем она была лично награждена стипендией Ли Страсберга на учёбу в его Институте. Имеет сына Шона.
Гаго снимается в кино и на телевидении с 1978 года; она появилась во множестве телевизионных шоу, включая роли второго плана Капитана Сантины «Секретного агента Макгайвера», Детектива Беатриче Запеды в «Нации пришельцев», Анайи в «Агентстве» и Бабушки в «Фредди» (с Фредди Принцем-мл.). Она также появилась с гостевыми ролями в таких шоу, как «Фэлкон Крест», «Ремингтон Стил», «Надежда Чикаго», «Притворщик», «Элли Макбил», «Расследование Джордан», «Остаться в живых» и «Ищейка».
У Гаго также были роли второго плана в «Главном госпитале», «Тихой пристани» и третьем сезоне шоу TNT «Саутленда» (роль Детектива Джози Очоа), где она сыграла с Майклом Кудлицем.
Гаго была удостоена чести получить титул позитивного образца для подражания от Национального совета Ла-Разы, наград от премии Image, Ассоциации по продвижению мексиканских американцев, Испанской женской сети штата Техас и «Золотого орла» за роль в фильме «Старый Гринго» в 1989 году Gago played the role of Detective Josie Ochoa.
Помимо своей работы в телешоу, Гаго также появилась в таких фильмах, как «Внутреннее пространство», «Тугая петля» и «Сестричка Бетти». Наиболее известна по роли в фильме «Моя семья» (с Эсаей Моралесом).

## Избранная фильмография
| Год       |    | Русское название              | Оригинальное название       | Роль                                   |
| --------- | -- | ----------------------------- | --------------------------- | -------------------------------------- |
| 1983      | ф  | Мозги набекрень               | The Man with Two Brains     | Медсестра №1                           |
| 1983      | ф  | Под огнём                     | Under Fire                  | Мисс Панама                            |
| 1984      | ф  | Одинокий парень               | The Lonely Guy              | Семь смертных грехов                   |
| 1984      | с  | Кегни и Лейси                 | Cagney & Lacey              | Миссис Гарсия                          |
| 1984—1986 | с  | Тихая пристань                | Knots Landing               | Мария                                  |
| 1984—1986 | с  | Блюз Хилл-стрит               | Hill Street Blues           | Диктор / Репортёр №2 / Репортёр №1     |
| 1984—1987 | с  | Даллас                        | Dallas                      | Медсестра / Генриетта                  |
| 1985      | с  | Охотник                       | Hunter                      | Диспетчер полиции                      |
| 1985      | с  | Фэлкон Крест                  | Falcon Crest                | Врач в клинике                         |
| 1986      | с  | Ремингтон Стил                | Remington Steele            | Мария                                  |
| 1987      | с  | Главный госпиталь             | General Hospital            | Конни Дэниелс                          |
| 1987      | ф  | Внутреннее пространство       | Innerspace                  | Лаборант                               |
| 1987      | ф  | Бестселлер                    | Best Seller                 | Женщина в прачечной                    |
| 1987      | ф  | Нейтральная полоса            | No Man's Land               | Тори Брейси                            |
| 1988      | с  | Секретный агент Макгайвер     | McGyver                     | Капитан Сантина                        |
| 1989      | с  | Кошмары Фредди                | Freddy's Nightmares         | Сьюзан Брандес                         |
| 1990      | с  | Нация пришельцев              | Alien Nation                | Детектив Беатриче Запеда               |
| 1991      | с  | Квантовый скачок              | Quantum Leap                | Маргерита Ларреа Теарса / Тереза ЛаРеа |
| 1993      | ф  | За кровь платят кровью        | Blood In Blood Out          | Лупе                                   |
| 1995      | ф  | Моя семья                     | My Family                   | Мария                                  |
| 1995      | ф  | Тугая петля                   | The Tie That Binds          | Мэгги Хасс                             |
| 1995      | тф | Чужой народ: Тело и душа      | Alien Nation: Body and Soul | Детектив Беатриче Запеда               |
| 1995      | с  | Надежда Чикаго                | Chicago Hope                | Елена Хейс                             |
| 1996      | тф | Чужой народ: Тело и душа      | Alien Nation: Body and Soul | Детектив Беатриче Запеда               |
| 1996      | с  | Военно-юридическая служба     | JAG                         | Сержант Гонсалес                       |
| 1999      | с  | Секретные материалы           | The X-Files                 | Доктор Катрина Кабрера                 |
| 1999      | с  | Притворщик                    | The Pretender               | Надзиратель Анита Эспарса              |
| 1999      | с  | Лучшие                        | Popular                     | Миссис Эспозито                        |
| 2000      | с  | Теперь в любой день           | Any Day Now                 |                                        |
| 2000      | с  | Элли Макбил                   | Ally McBeal                 | Доктор Лиза Понтес                     |
| 2000      | ф  | Сестричка Бетти               | Nurse Betty                 | Мерседес                               |
| 2000      | с  | Человек-невидимка             | The Invisible Man           | Мистер Уайт                            |
| 2001      | с  | Женская бригада               | The Division                | Миссис Гарсия                          |
| 2001      | с  | Западное крыло                | The West Wing               | Бернис Коллетт                         |
| 2002      | с  | Расследование Джордан         | Crossing Jordan             | Миссис Вега                            |
| 2002      | с  | 24 часа                       | 24                          | Директор                               |
| 2004      | с  | Шпионка                       | Alias                       | Эрин                                   |
| 2005      | ф  | Тренер Картер                 | Coach Carter                | Президент Мартинес                     |
| 2005      | с  | Шпионка                       | Alias                       | Надзиратель Хилари Гутьеррес           |
| 2005      | с  | Остаться в живых              | Lost                        | агент Алисса Коул                      |
| 2005      | с  | Ищейка                        | The Closer                  | Делия Лопес                            |
| 2011      | с  | Саутленд                      | Southland                   | Детектив Джози Очоа                    |
| 2012      | ф  | Висельники                    | Gallowwalkers               | Любовница                              |
| 2012      | с  | Морская полиция: Лос-Анджелес | NCIS: Los Angeles           | Венди Моррисон                         |
| 2013      | с  | Сыны анархии                  | Sons of Anarchy             | Глория Родригес                        |
| 2015      | с  | Быть Мэри Джейн               | Being Mary Jane             | Мать Кары                              |
| 2016—2017 | с  | Стартап                       | StartUp                     | Марта Моралес                          |